# Status Grand Prix
Status Grand Prix est une écurie de course automobile irlandaise et canadienne.

## Histoire

### Fondation (2005)
Status Grand Prix est fondée en 2005, pour l'A1 Grand Prix, par Mark Gallagher, un des cadres de Jordan Grand Prix, Dave Kennedy, ancien pilote de Formule 1 n'ayant jamais réussi à se qualifier pour une course en sept tentatives en 1980 et Teddy Yip Jr., fils du propriétaire de l'écurie Theodore Racing.

### Participations en A1 Grand Prix et titre international (2005-2009)
Elle fait ses débuts en compétition A1 Grand Prix avec l'équipe d'Irlande lors de la saison 2005-2006. Ils finissent huitièmes du championnat. Tout en restant avec l'équipe d'Irlande, Status GP est aussi l'écurie de l'équipe du Canada pour la saison 2007-2008 et celle des Pays-Bas pour la saison 2008-2009. 
Lors de la dernière saison du championnat, en 2008-2009, l'Irlande s'impose avec Status Grand Prix qui remporte son premier titre.

### Débuts et premiers succès en GP3 Series (2010-2015)
À l'arrêt de l'A1 Grand Prix, faute de moyens financiers, Status Grand Prix passe à la GP3 Series et recrute le réputé Gary Anderson en tant que directeur technique,.
Status Grand Prix finit vice-champion constructeurs de la saison 2010, et son pilote canadien Robert Wickens termine vice-champion, après avoir remporté trois victoires, dont la dernière de la saison. L'équipe remporta d'autres victoires durant les saisons 2011 et 2012. 
L'équipe passe sous licence canadienne à partir de la saison 2013 mais réalise sa première saison sans victoire dans le championnat. Richie Stanaway remporte deux victoires durant la saison 2014, les premières depuis le passage sous licence canadienne.

### Passage en GP2 Series en 2015
Status Grand Prix passe en GP2 Series, la catégorie supérieure avec le rachat de Caterham Racing, le 17 octobre 2014. 
Status Grand Prix fait ses débuts dans cette catégorie lors de la dernière manche de la saison 2014, à Abou Dabi mais, pour la stabilité, Status garde le nom de EQ8 Caterham Racing et les pilotes Rio Haryanto et Pierre Gasly ; le nom change en Status Grand Prix pour la saison 2015.

## Résultats en GP2 Series
| Saison | Châssis | Moteur     | Pilotes                                          | GP disputés | Victoires | Poles Positions | Podiums | Records du tour | Points inscrits | Classement |
| ------ | ------- | ---------- | ------------------------------------------------ | ----------- | --------- | --------------- | ------- | --------------- | --------------- | ---------- |
| 2015   | Dallara | Mecachrome | Marlon Stöckinger Richie Stanaway Oliver Rowland | 21          | 2         | 0               | 2       | 0               | 63              | 8e         |

## Résultats en GP3 Series
| Saison | Châssis | Moteur  | Pilotes                                                        | GP disputés | Victoires | Poles Positions | Podiums | Records du tour | Points inscrits | Classement |
| ------ | ------- | ------- | -------------------------------------------------------------- | ----------- | --------- | --------------- | ------- | --------------- | --------------- | ---------- |
| 2010   | Dallara | Renault | Robert Wickens Ivan Lukashevich Daniel Morad                   | 16          | 4         | 1               | 8       | 3               | 86              | 2e         |
| 2011   | Dallara | Renault | Alexander Sims António Félix da Costa Ivan Lukashevich         | 16          | 2         | 0               | 6       | 2               | 50              | 5e         |
| 2012   | Dallara | Renault | Marlon Stöckinger Kotaro Sakurai Alice Powell Lewis Williamson | 16          | 1         | 0               | 2       | 1               | 67              | 6e         |
| 2013   | Dallara | AER     | Jimmy Eriksson Adderly Fong Josh Webster Alexander Sims        | 16          | 0         | 0               | 1       | 0               | 18              | 9e         |
| 2014   | Dallara | AER     | Nick Yelloly Richie Stanaway Alfonso Celis Jr.                 | 18          | 3         | 1               | 9       | 1               | 254             | 3e         |
| 2015   | Dallara | AER     | Seb Morris Alex Fontana Sandy Stuvik                           | 18          | 0         | 0               | 0       | 0               | 29              | 8e         |